# あざ蓉子
あざ 蓉子（あざ ようこ、1947年 - ）は、日本の俳人。
熊本県生まれ。1979年「天籟通信」入会。1988年、第12回天籟通信賞受賞。1990年、第22回九州俳句賞受賞。1993年、「豈」「船団」に入会。1996年、第37回熊日文学賞受賞。1998年「花組」創刊・主宰。2001年、句集『猿楽』にて第6回中新田俳句大賞スウェーデン賞受賞。2002年、第57回現代俳句協会賞受賞。2012年玉名市草枕交流館館長に就任。
句集に『猿楽』『夢数へ』『ミロの島』『天気雨』がある。